# Total Eclipse of the Heart
A Total Eclipse of the Heart Bonnie Tyler legsikeresebb dala 1983-ból a Faster than the Speed of Night című lemezéről, melynek producere Jim Steinman volt. A kislemezből naponta 60 ezer darabot adtak el és Bonnie Tyler legsikeresebb és legnagyobb példányszámban elkelt kislemeze lett az It’s a Heartache című slágere óta.

## A dalról
Talán a világ egyik legtöbbet feldolgozott dala és az egyik legsikeresebb rockballada, ami valaha született. Jim Steinman egyik legnagyobb szerzeménye, melyből napi 60 ezer darabot adtak el világszerte és szinte minden toplistán a legelőkelőbb helyezést érte el. Bonnie világrekordot döntött nemcsak albumának (Faster than the Speed of Night) eladási adataival, hanem azzal is, hogy ő volt az első női énekes, aki elfoglalhatta a brit toplista első helyét és maga mögé utasította Michael Jackson Billie Jean című dalát. Ennek a dalnak a zenei alapjaira épült Roman Polański, Vámpírok Bálja című musicale, amely hatalmas sikerrel fut a Pesti Magyar Színházban.
A dalt New Yorkban rögzítették Steinman vezényletével és teljes csapatával 1983-ban. Az eredeti dal 7 perc hosszúságú, ami az albumon hallható. A videókliphez egy 5:35 perces verzió készült, míg a rádió verzió 4:20 másodperc lett. A dalból összesen 9-féle verziót készített Steinman és ezek közül választották ki a legjobbnak tűnőt.
Mindenki tudja hogy ez egy Jim Steinman szerzemény és a videóklipet is ő rendezte, amely az MTV-n és a VH1-on a legnépszerűbb klip volt. Tudom, hogy sok ember választotta az esküvőjükre is ezt a dalt, még a baráti köreimből is. Sőt, a Brit Big Brother házban is azért versenyeztek, hogy ki tudja jobban énekelni a dalomat. Hihetetlen nagy örömmel tölt el, hogy ennyi év elteltével is ilyen sikeres ez a dal. 

## Videoklip
A klipet 1983 tavaszán forgatták, rendezője Russel Mulcahy volt. A klip történetét Jim Steinman ihletésére az 1976-os Futureworld című film inspirálta. A helyszín a londoni Holloway Sanatorium, ahol több előadó is forgatott már videóklipet, többek között Ozzy Osbourne és az Alphawille. A dal gótikus zenei világához egy ilyen gótikus épület illett. A történet egy tanárnőről szól, aki éjszaka a fiúiskolában különös dolgokat lát. A fiuk egyes jelenetekben futballoznak, vívnak, karatéznak és táncolnak, míg más részekben teljesen kikelnek magukból az éjszaka folyamán.

## Fogadtatás
A dal 1983 áprilisában jelent meg és rögtön a toplisták első helyén nyitott az Egyesült Királyságban, az USA-ban (Billboard), Kanadában, Ausztráliában és még több mint 20 országban. A toplistákról Michael Jackson, Billie Jean című aktuális slágerét szorította le. A brit Variety Club az 1983-as év legjobb kislemezének járó díját adta át Bonnie Tylernek a dalért. A több mint 6 millió eladott kislemeznek köszönhetően Bonnie Tylert Grammy díjra jelölték a nagylemezt, amint a Total Eclipse of the Heart is megjelent arany és többszörös platinalemez minősítést ért el.
2002 novemberében a Channel 4 tv-csatorna a szavazatok által összeállított "Minden idők legjobb dala" listán a 72., míg a "legjobb videóklip" listán a 94. helyet szerezte meg.
2006 októberében a VH1 zenecsatorna "100 legjobb dal a 80-as évekből" toplistáján az 56. helyre került, míg a MuchMoreMusic 2006-ban a "Top 50 Guilty Pleasures" listán a 9. helyet szerezte meg.
2009-ben a Sony Singstore rendszeréről 4 millióan töltötték le a dalt így a legnépszerűbb sláger lett, leelőzve ezzel Elvis Presleyt, Cindy Laupert és Britney Spearst.

## Feldolgozások
- 1985-ben a Puerto Ricó-i énekesnő, Lisette dolgozta fel első ízben Eclipse Total del Amor címmel, amely mérsékeltebb sikert aratott a latin országokban.
- 1985-ben egy magyar opera-énekesnő, Sass Sylvia külföldi popslágereket feldolgozó albumának címadó dalaként került fel Nézz Körül címmel G. Dénes György szövegével.
- 1992-ben a finn Virve Rosti hetedik stúdióalbumának címadó dalaként jelent meg Tunnen sen täysillä taas címmel.
- 1995-ben Nikki French énekelte fel saját albumára. Az új verziót már Jim Steinman készítette számára. A brit toplistán az 5. helyet szerezte meg, amiért aranylemezt kapott, az Egyesült Államokban pedig 6 hónapig volt a Billboard listán és a második helyet tudta megszerezni. Listavezető dal lett viszont Ausztráliában, Brazíliában, Hong Kongban, Japánban, Izraelben és Spanyolországban. A kislemezből 5 millió darabot adtak el világszerte. Nikki Frencht a Dance Music Authority Magazine díjával jutalmazták az USA-ban.
- 1998-ban elkészül a Roman Polański rendezésű Vámpírok bálja című musical, melynek zenéjét Jim Steinman szerezte és aki a darab zenei világát a Total Eclipse of the Heart című dalra építi. 1998-ban német nyelven, majd később angol, lengyel, japán és magyar nyelven is felcsendül azokban az országokban, ahol színpadra állították már a vámpírtörténetet.
- 2003-ban ismét Bonnie Tyler énekli fel a Simply Believe című nagylemezére, amely 2004-ben került kiadásra. A dalt egy francia énekesnővel, Kareen Antonnal közösen énekli félig angol, félig francia nyelven. A dal nagy sikert arat, Franciaországban 3 hónapig volt a SNEP lista első helyén, de Belgiumban és Lengyelországban is csúcspozíciót ért el. Franciaországban 500,000 darab kelt el belőle, így dupla platinalemez minősítést ért el, összesen pedig 2 millió fogyott el belőle. A dalhoz videóklip is készült.
- 2005. december 15-én Yuridia mexikói énekesnő stúdióalbumán jelent meg Eclipse Total del Amor címmel újrahangszerelt változatban.
- 2005-ben Bonnie Tyler, Wings című nagylemezére is felkerült a 2005-ös verzió, ezúttal viszont már szólóban és csak angol nyelven.
- 2006-ban a Westlife együttes The Love Album című nagylemezére került fel a dal, melynek producere Jim Steinman volt. A dal a Fülöp - szigeteken az ötödik helyen szerepelt a slágerlistán.
- 2007-ben a brit punkegyüttes, a BabyPinkStar dolgozta fel a slágert, akik vendégül hívták Bonnie Tylert is, így elkészült a 2007-es punk-rock verzió.
- 2009. október 12-én megjelenő Band of Brothers című albumon Bonnie Tyler és a brit Only Men Aloud férfikórus énekli duettben. A dalhoz videóklip is készült.
- 2010-ben Bonnie Tyler a brit MasterCard reklámarca lett, így új bankkártyájukat bemutató rövidfilmben Bonnie a dal felújított és átírt változatát énekli a reklámban, Thanking You Straight from the Heart címmel.
- 2017-ben az újonnan alakult Exit Eden metálköntösbe bújtatva rögzítette a dalt első, Rhapsodies In Black című lemezén. A csapatot az amerikai Amanda Somerville hívta életre.

## Produkciós stáb
- ének: Bonnie Tyler
- producer: Jim Steinman
- író: Jim Steinman
- gitár: Rick Derrigner
- basszusgitár: Steve Buslowe
- zongora: Roy Bittan
- szintetizátor: Larry Fast, Steve Margoshes
- dobok: Max Weinberg
- ütőshangszerek: Jimmy Maelen
- vokál: Rory Dodd, Eric Troyer
- stúdió: The Hit Factory New York City
- masterizálás: Ted Jensen
- kiadó: Columbia Records /CBS

## Toplistás helyezések
| BONNIE TYLER - 1983          | Legjobb helyezés |
| ---------------------------- | ---------------- |
| Argentína                    | 1                |
| Ausztrália                   | 1                |
| Ausztria                     | 1                |
| Belgium                      | 1                |
| Billboard Pop                | 1                |
| Billboard Country            | 1                |
| Brazília                     | 1                |
| Dánia                        | 1                |
| Dél Afrika                   | 1                |
| Egyesült Királyság           | 1                |
| Franciaország                | 1                |
| Fülöp-szigetek               | 1                |
| Hollandia                    | 24               |
| Izland                       | 1                |
| Írország                     | 1                |
| Japán                        | 1                |
| Kanada                       | 1                |
| Metal Chart USA              | 1                |
| Mexikó                       | 1                |
| Németország                  | 16               |
| Norvégia                     | 1                |
| Olaszország                  | 17               |
| Portugália                   | 1                |
| Sláger Rádió TOP 1000 (2005) | 8                |
| Spanyolország                | 1                |
| Svájc                        | 3                |
| Svédország                   | 3                |
| Törökország                  | 1                |
| USA                          | 1                |
| Új Zéland                    | 1                |
| Venezuela                    | 1                |
| Egyesült Királyság 2008      | 57               |
| Írország 2008                | 32               |

| Bonnie Tyler & Kareen Antonn (2004) | Legjobb helyezés |
| ----------------------------------- | ---------------- |
| Franciaország SNEP                  | 1                |
| Belgium                             | 1                |
| Lengyelország                       | 1                |
| Lengyel RMF FM Radio Chart          | 1                |
| Lengyel Pip Paf Airplay Chart       | 1                |
| World Chart                         | 3                |
| EU Singles Chart                    | 4                |
| Svájc Top 100 Single                | 7                |
| Svájc                               | 9                |
| EU Top 40                           | 10               |
| Francia Airplay Chart               | 12               |
| World Top 40 Airplay                | 27               |
| United World Chart                  | 37               |
| World Top 40 Singles                | 41               |
| Orosz Airplay                       | 155              |

## Díjak
Bonnie Tyler
- American Music Awards (Legjobb énekesnő kategória)
- American Music Awards (Legjobb dal kategória)
- Grammy Díj (Legjobb dal)
- Goldene Europa (Legjobb énekesnő)
- British Phonography Industry (Legjobb énekesnő)
- SNEP (Syndicat national de l'édition phonographique) (Legjobb dal)
- British Phonography Industry (Legjobb kislemez)
- Variety Club of Great Britain Award (Legjobb kislemez)
- számos arany és platinalemez világszerte

2004-es francia verzió - Bonnie Tyler & Kareen Antonn:
- SNEP Díj (2 millió eladott album Simply Believe)
- Les Hits de Diamant - Sí Demain, Si Tout S'arrete